# Romanzoffia thompsonii
Romanzoffia thompsonii är en strävbladig växtart som beskrevs av V.M. Marttala. Romanzoffia thompsonii ingår i släktet Romanzoffia och familjen strävbladiga växter. Inga underarter finns listade i Catalogue of Life.